# Samojelew
Samojelew (biał. Самуэлева, ros. Самуэлево) – wieś na Białorusi, w obwodzie mińskim, w rejonie mińskim, w sielsowiecie Krupica.